# Lettelbertermolenpolder
De Lettelbertermolenpolder is een voormalig waterschap (molenpolder) in de provincie Groningen.
De polder was gelegen ten westen van het Lettelberterdiep en ten oosten van de N978. De noordgrens kwam overeen met de Matsloot en de zuidgrens met weg (Hoofdstraat) van Lettelbert naar Midwolde. De molen stond aan het Lettelberterdiep op de plaats waar nu het gemaal Lettelbert staat, ongeveer 500 m ten noorden van de A7.
Waterstaatkundig gezien ligt het gebied sinds 1995 binnen dat van het waterschap Noorderzijlvest.